# Crotaphytus dickersonae
Crotaphytus dickersonae là một loài thằn lằn trong họ Crotaphytidae. Loài này được Schmidt mô tả khoa học đầu tiên năm 1922.